# 台北市文昌宮

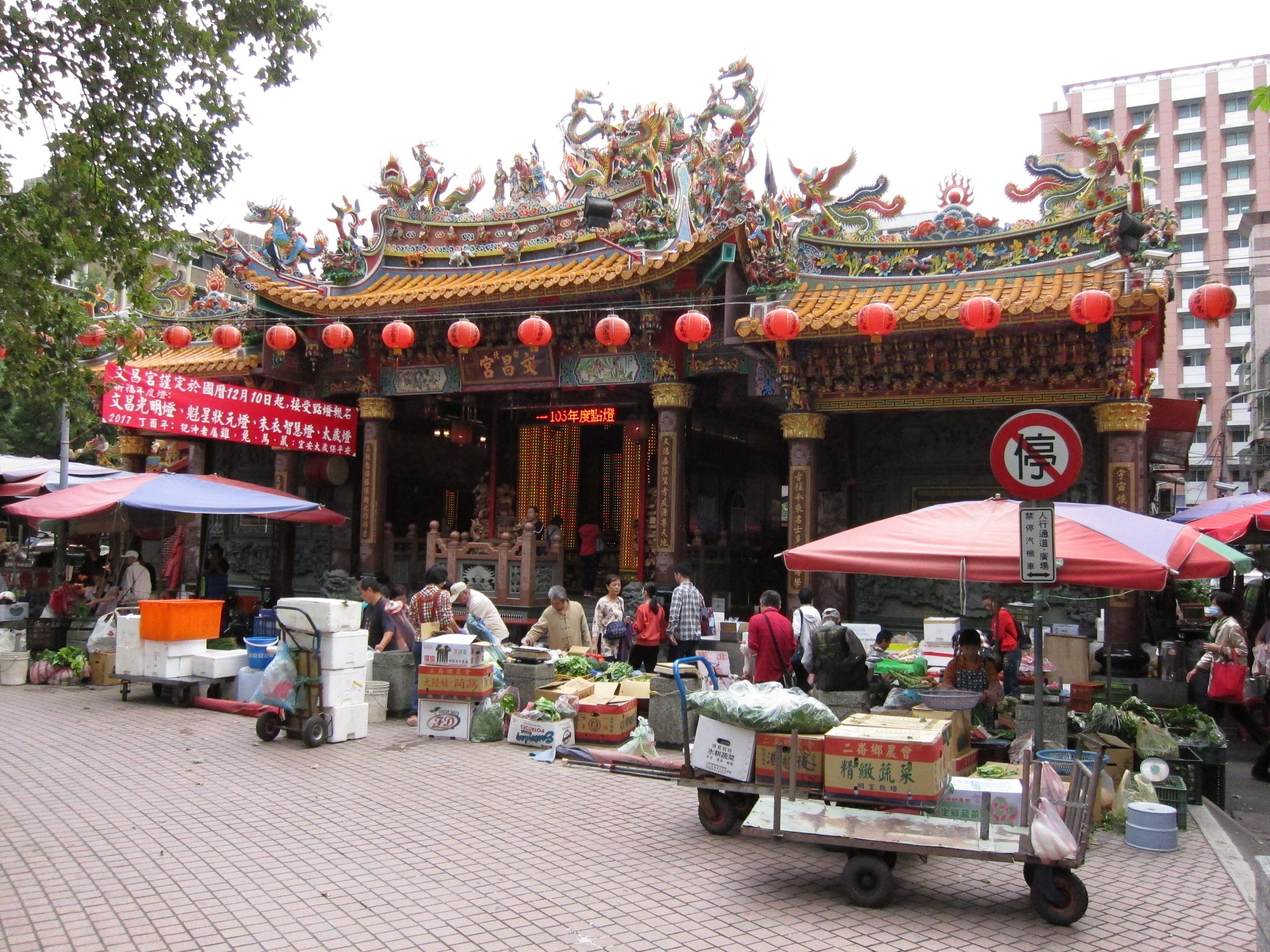
台北市文昌宮正面

台北市文昌宮は台北市中山区にある廟。その名が示す通り、文昌帝君をはじめとした神を祀る。五文昌というように、一般に文昌帝君、魁星、朱衣神、呂祖、関帝の五柱の神がセットで祀られるが、この台北市文昌宮では五柱のうち呂祖を欠き、代わりに太歳星君が祀られている。魁星は文魁夫子の名前を前面に祀られている。
文昌帝の廟について、書院（学校）との関連性が中国南部あるいは台湾で指摘されるが、本廟は純粋に民間信仰の廟としての性質に特化しており、学校として扱われたことはない。とはいえ文昌帝であるからして、観光本などでは孔子廟、龍山寺とならぶ、台北の「三大受験祈願のメッカ」などと紹介されている。

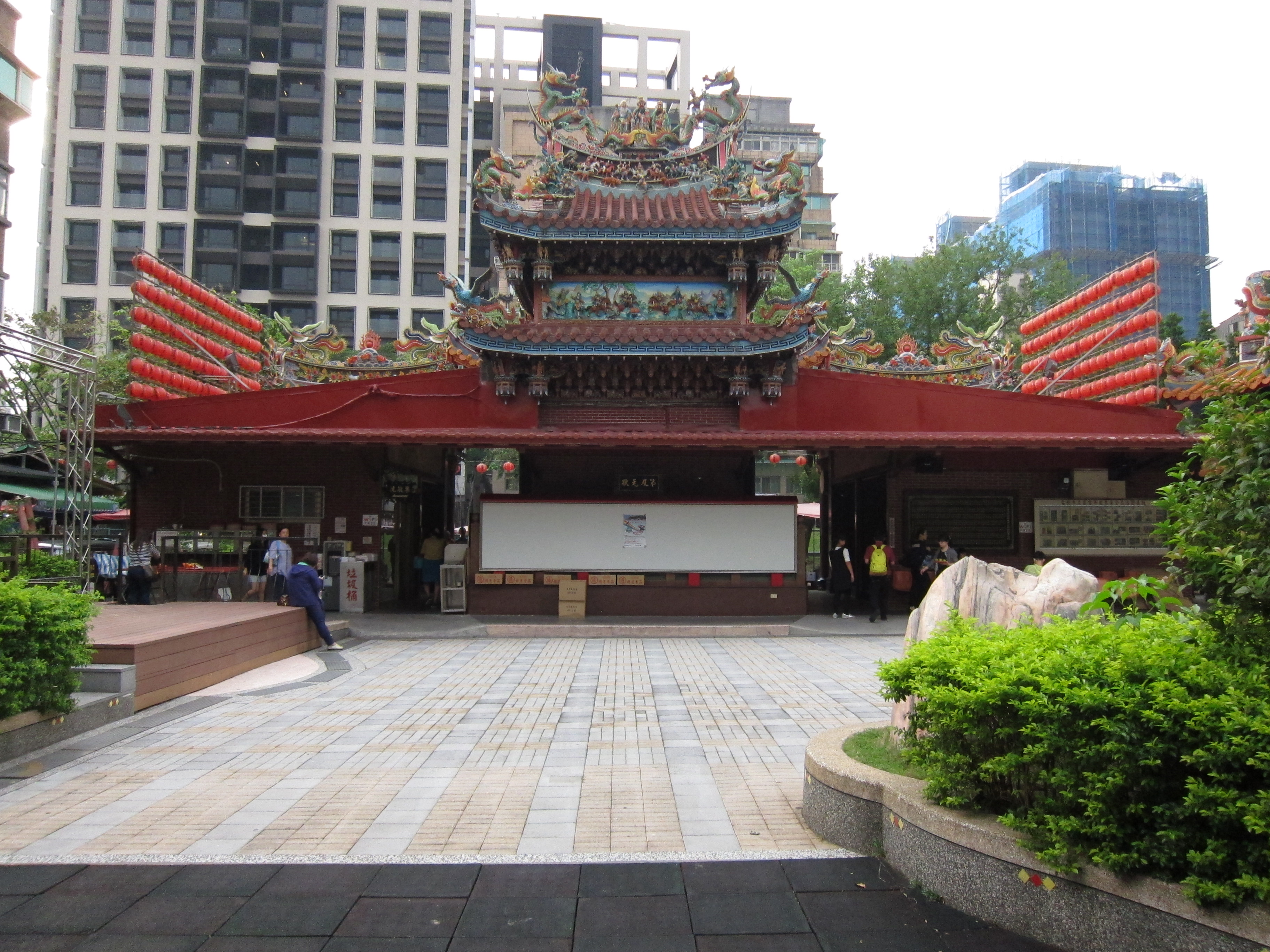
裏手の民享公園より

## 立地
住所表記は民生西路45巷9弄2-1号となっており、台北捷運双連駅すぐの双連市場（雙連市場、朝市、路上に露店が並ぶ一角）に、参道も何もなく市場通りと一体化したような状態で立地する。
裏手には民享公園があるが、正確には元々公園があった場所に文昌宮が引っ越してきたということである。いきさつは次節の「歴史」説に述べる。

## 歴史
この廟の歴史はそれほど古くはなく、起源は日本統治時代に求められる。
日本による台湾統治の時代に、とある中国の商人が移住の際に持ってきた神像がそもそもの始まりである。この商人は結局商売に失敗したために神像を放置してしまった。この神像をとある婦人が発見、婦人はこれが何の像であるか判らなかったため長老に尋ねたところ文昌帝であるということが判明し、小さな廟を建てて祀った。1960年に拡張工事を行なったというが、それでも簡素なものにとどまった。そうこうしているうちに台北捷運淡水線が通るという話が持ち上がり、その建設予定地と廟が被ってしまうということで、現在地すなわち民享公園の一角へ移転することとなった。地元民らの助力も得られ、1992年3月から年末までの期間で移転工事が行われた。その後も拡張工事が行われ、2004年には文魁夫子と関帝の、2009年には朱衣神の廟を工事している。
なお、民享公園は1976年に完成した公園で、1,610平方メートルほどの面積である。

## アクセス
台北捷運淡水線双連駅の2番出口より徒歩3分。本文でも既述のように双連市場の只中に位置する。